# Голланд (Вермонт)
Голланд (англ. Holland) — місто (англ. town) в США, в окрузі Орлінс штату Вермонт. Населення — 632 особи (2020).

## Демографія
Згідно з переписом 2010 року, у місті мешкало 629 осіб у 257 домогосподарствах у складі 178 родин. Було 433 помешкання
Расовий склад населення:
| - 97,3 % — білих - 0,8 % — чорних або афроамериканців - 0,6 % — корінних американців |

До двох чи більше рас належало 1,0 %. Частка іспаномовних становила 0,8 % від усіх жителів.
За віковим діапазоном населення розподілялося таким чином: 24,0 % — особи молодші 18 років, 63,0 % — особи у віці 18—64 років, 13,0 % — особи у віці 65 років та старші. Медіана віку мешканця становила 42,6 року. На 100 осіб жіночої статі у місті припадало 102,9 чоловіків;  на 100 жінок у віці від 18 років та старших — 109,6 чоловіків також старших 18 років.
Середній дохід на одне домашнє господарство  становив 53 534 долари США (медіана — 41 125), а середній дохід на одну сім'ю — 63 567 доларів (медіана — 47 500). Медіана доходів становила 34 338 доларів для чоловіків та 27 000 доларів для жінок. За межею бідності перебувало 15,0 % осіб, у тому числі 14,6 % дітей у віці до 18 років та 15,6 % осіб у віці 65 років та старших.
Цивільне працевлаштоване населення становило 342 особи. Основні галузі зайнятості: освіта, охорона здоров'я та соціальна допомога — 20,2 %, роздрібна торгівля — 16,4 %, сільське господарство, лісництво, риболовля — 13,5 %, виробництво — 12,3 %.